# Sphaerodes retispora
Sphaerodes retispora är en svampart. Sphaerodes retispora ingår i släktet Sphaerodes och familjen Ceratostomataceae.

## Underarter
Arten delas in i följande underarter:
- inferior
- retispora